# جاي دونالد ميلر
جاي دونالد ميلر (بالإنجليزية: J. Donald Millar)‏ هو طبيب أمريكي، ولد في 27 فبراير 1934 في نيوبورت نيوز في الولايات المتحدة، وتوفي في 30 أغسطس 2015 في Murrayville, Georgia ‏ في الولايات المتحدة.